# Dicranota phantasma
Dicranota phantasma är en tvåvingeart som beskrevs av Alexander 1950. Dicranota phantasma ingår i släktet Dicranota och familjen hårögonharkrankar.
Artens utbredningsområde är Myanmar. Inga underarter finns listade i Catalogue of Life.